# Dubkí (Koltxúguino)
|  | Per a altres significats, vegeu «Dubkí». |

Dubkí (en rus: Дубки) és un poble (un possiólok) de l'óblast de Vladímir, a Rússia, que en el cens del 2010 tenia 146 habitants. Pertany al districte de Koltxúguino.